# المعادل (فلم)
المعادل (بالإنجليزية: The Equalizer) هو فيلم حركة وإثارة من إخراج أنطوان فوكوا وكتابة ريتشارد وينك، مستوحى من المسلسل التليفزيوني The Equalizer. الفيلم من بطولة دنزل واشنطن وكلوي غرايس موريتز ومارتون كسوكاس وديفيد هاربر وبيل بولمان وميليسا ليو.
صدر الفيلم في 25 سبتمبر 2014 بالشرق الأوسط وفي 26 سبتمبر بالولايات المتحدة الأمريكية .

## القصة
(روبرت مكال) هو رجل كوماندوز متقاعد أمريكي من أصول أفريقية، يخترع حادثة لوفاته كي يعيش حياته في هدوء منتحلاً اسمًا جديدًا. يحاول بالمصادفة إنقاذ فتاة تدعى (تيري) من بعض الأشخاص، مما يورطه مع العديد من العصابات الروسية الخطيرة، لكنه يتغلب عليها مما يثير شهوته من جديد لمحاربة الشر وتحقيق العدالة.

## طاقم التمثيل
- دنزل واشنطن بدور: روبرت مكال
- مارتون كسوكاس بدور: تيدي
- كلوي غرايس موريتز بدور: الينا
- ديفيد هاربر بدور: ماسترز
- هيلي بينيت بدور: ماندي
- بيل بولمان بدور: براين بلمر
- ميليسا ليو بدور: سوزان بلمر

## الاستقبال

### رأي النقاد
تلقى المعادل مراجعات متباينة. الفيلم حصل على تقييم 59% على موقع الطماطم الفاسدة مع متوسط تقييم 56/10، بناءً على 108 مراجعة. ميتاكريتيك أعطى الفيلم 52 من 100 بناءً على 24 مراجعة نقدية.

## وصلات خارجية
- مقالات تستعمل روابط فنية بلا صلة مع ويكي بيانات